# Economia do Afeganistão
A economia do Afeganistão recupera-se de décadas de conflitos, e tem melhorado após a queda do Talibã em 2001, especialmente devido à ajuda estrangeira, a recuperação da agricultura e ao crescimento do setor de serviços. O produto interno bruto ultrapassou os 22% em 2009. O país é muito pobre, sem litoral e altamente dependente de ajuda externa, da agricultura e do comércio com países vizinhos. Grande parte da população continua a sofrer pela falta de habitações, de água limpa, eletricidade, assistência médica e emprego. Além do desemprego generalizado outro problema é a carência de trabalhadores e servidores públicos qualificados. A inflação teve uma queda de 20,7% em 2008 para 13,3% em 2009, mas ainda continua nos 2 dígitos.
Depois do ataque da coligação liderada pelos Estados Unidos, que levou à derrota dos Talibã em Novembro de 2001 e à formação da Autoridade Afegã Interina (AAI) resultante do acordo de Bonn de dezembro de 2001, os esforços internacionais para reconstruir o Afeganistão foram o tema da Conferência de Doadores de Tóquio para a Reconstrução do Afeganistão em Janeiro de 2002, onde foram atribuídos 4,5 bilhões de dólares a um fundo a ser administrado pelo Banco Mundial. As áreas prioritárias de reconstrução foram a construção de instalações de educação, saúde e saneamento, o aumento das capacidades de administração, o desenvolvimento do setor agrícola e a reconstrução das ligações rodoviárias, energéticas e de telecomunicações. Dois terços da população vivem com menos de dois dólares americanos por dia. A taxa de mortalidade infantil é de aproximadamente 160 por 1000 nascimentos. O país recebe investimentos indianos na exploração de lítio e investimentos norte-americanos na agricultura apesar destes recursos terem sido desviados para a plantação de Papoila.

## PIB por setor
- Divisão por setores: agricultura 31%, indústria 26%, comércio e serviços 43% (2008)[1]

### Setor primário

#### Agricultura
| Produto | Toneladas |
| ------- | --------- |
| Trigo   | 28.340    |
| Arroz   | 4.500     |
| Cevada  | 3.300     |
| Uva     | 3.300     |
| Milho   | 2.400     |
| Batata  | 2.350     |

#### Pecuária
| Tipo     | Cabeças |
| -------- | ------- |
| Ovinos   | 14.300  |
| Caprinos | 2.200   |
| Camelos  | 265     |

| Produto | Toneladas |
| ------- | --------- |
| Pele    | 33.000    |
| Lã      | 9.000     |
| Peixe   | 1.200     |

### Setor terciário

#### Comunicações
Telefones
- Linhas em uso: 72.700 (2011) - 29.000 (1998)
- Telefonia celular (aparelhos): 17.200.000 (2011)[4]
- Código telefônico do país: +93

Rádio
- Estações de rádio: 7 AM (6 estão sem atividade; funciona apenas a de Cabul), 1 FM, 1 ondas curtas (transmite em pashtu, dari, urdu e inglês) (1999).
- Receptores de rádio: 1.670.000 (1999)

Em 7 de outubro de 2001, a Rádio Voice of Sharia (Voz da Sharia), no ar desde 4 de outubro de 1996 saiu do ar após o bombardeio americano às 20h e 56 min., mas saiu definitivamente quando o governo Taliban insistiu em mantê-la em 8/10. Relatos da véspera da queda de Cabul (13/11) diziam que a rádio Voz da Sharia estava no ar mas com alcance reduzido. Em 18/11, a rádio Cabul entrou no ar às 18 horas locais.
Televisão
- Estações de TV: pelo menos 10 - 1 estatal e estações regionais em 9 das 30 províncias.

A programação é reduzida, e em 1997 uma TV em Mazar-e Sharif atingia 4 províncias do norte do país. O Taliban proibia TV por mostrar imagem e derespeitar o islã em não reproduzir imagens. Após a libertação da Frente Unida (ou Aliança do Norte) entre 9 a 19 de novembro, resurgiram as emissoras de Tv Cabul (18 de novembro de 2001) e Tv Herat (em 29 de novembro do mesmo ano), a Tv em Mazar-e-Sharif não há dado disponível do dia da entrada da TV no ar, mas se sabe que foi em novembro.
- Receptores de TV: 100.000 (1999)

Internet
- Código Internet do país: .af
- Provedores Internet: 1 (2000).

Utilizadores de Internet: estimados 2500 (em 2004).
Em 1997, surgia o código da internet ".af" (ponto-a-éfi), mas os territórios controlados por talibans proibiram tal acesso à internet. Quem fosse pego usando computador no acesso, seria destruído. No entanto, Taliban mantinha o site oficial no ar, servindo como "site oficial do governo Taliban", apesar da proibição (1999). Menos de uma semana após os atentados de 11 de setembro, sites deste governo saíram do ar por conta de repúrdio dos internautas ao governo repressor ao dar abrigo ao Bin Laden.

## Economia paralela
O Afeganistão é o maior produtor mundial de ópio, uma planta de conteúdo alucinógeno da qual se produz a heroína.
Em 2007, 92% dos não farmacêutico-grade opiáceos no mercado mundial teve origem no Afeganistão. Isso equivale a um valor de exportação de cerca de US $ 4 bilhões, com um quarto ganho pelos agricultores de ópio e o resto vai para funcionários distritais, insurgentes, senhores da guerra e traficantes de drogas.
Além de opiáceos, o Afeganistão também é o maior produtor de cannabis (principalmente como haxixe) do mundo.
Desde 2008 o Talibã tem apoiado os agricultores no cultivo da papoula como uma fonte de renda para as operações insurgentes.

## Outros dados
- PIB: 6.738 milhões de dólares

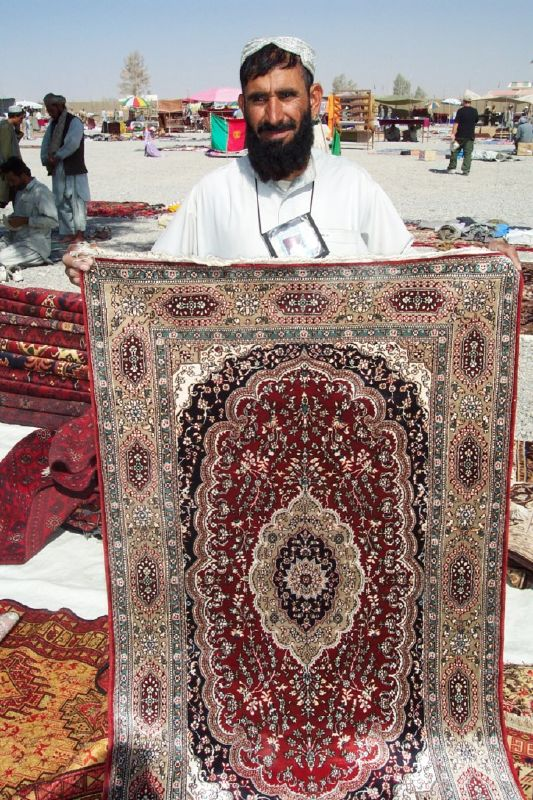
Tapete típico do artesanato afegão.

- PIB por habitante: 280 dólares por ano
- Variação Anual do PIB: 6%
- Inflação: 14%
- População Ativa: 8.890.000
- Desemprego: 8%
- Dívida Externa: 5.588 milhões de dólares
- Ajudas Externas: 154 milhões de dólares